# Buscheto
Buscheto (Pisa, XI secolo – XII secolo) è stato un architetto italiano.

## Biografia
Noto anche come Busketo o Buschetto, si sa molto poco di lui, figlio del giudice cavalier Giovanni. Le documentazioni storiche attestano la sua presenza come procuratore della Canonica e come membro dell'Opera del Duomo di Pisa.
A lui, quindi, vennero affidati i lavori di costruzione del Duomo di Pisa, iniziati nel 1064 sp e che in data 1110 egli era ancora in vita, come riportato da alcuni documenti conservati negli archivi dell'Opera della Primaziale Pisana.
Tenendo conto della vita media di una persona del XII secolo, Buscheto iniziò giovanissimo la sua carriera di architetto, e probabilmente il Duomo fu la sua unica opera. Pare però  che tutto il complesso monumentale, a parte il Campo Santo rientri in un suo progetto originario e poi proseguito da altri autori dopo la sua morte, tra i quali Diotisalvi e Rainaldo. Non va dimenticato, comunque, che nel 1100 il coro e la zona absidale furono già completati, che la cattedrale fu consacrata, seppur ancora incompleta, nel 1118 e che il completamento della struttura fu eseguito intorno alla metà del secolo.
Il suo nome, o soprannome, è di presumibile origine greca e lui stesso era di probabile origine bizantina, forse armena. L'influenza dell'arte di quei luoghi la si può vedere chiaramente nello stile particolarissimo del romanico che lui dette alla cattedrale.
Busketus, tentando una traduzione del nome, potrebbe significare colui che ha i buoi. Probabilmente perché disponeva delle macchine che tali animali azionavano e di cui si servì nel suo lavoro. L'epitaffio posto sulla facciata del Duomo, dove riposano le sue spoglie, lo ricorda per l'appunto come un magister cum machinis.
L'opera progettata da Buscheto amalgamò motivi paleocristani (cinque navate con fulcro la zona centrale e prospettive longitudinali estese), con elementi della scuola lombarda (loggette esterne), bizantini (archi interni rialzati e cupola ben visibile dall'esterno), siriaci (cupola ovoidale), orientaleggianti (archeggiatura diffusa) e islamici (arconi sorreggenti la cupola).
La lapide che accompagna la tomba, un sarcofago di epoca romana, e che lo elogia come nuovo Dedalo riporta le seguenti parole:
| BUSKET. IACET HIC QUI MOTIB. INGENIORÛ DULICHIO FUR PREVALUISSE DUCI MENIB. ILIACIS CAUTUS DEDIT ILLE RUINÂ HUIUS AB ARTE VIRI MENIA MIRA VIDES CALLIDITATE SUA NOCUIT DUX INGENIOS. UTILIS ISTE FUIT CALLIDITATE SUA NIGRA DOM. LABERINTHUS ERAT TUA DEDALE LAUS E. AT SUA BUSKETÛ SPLENDIDA TEMPLA PROBANT N. HABET EXÊPLÛ NIVEO DE MARMORE TÊPLÛ QUOD FIT BUSKETI PRORSUS AB INGENIO RES SIBI COMISSAS TEMPLI CÛ LEDERET HOSTIS PROVIDUS ARTE SUI FORTIOR HOSTE FUIT MOLIS ET IMMENSE PELAGI QUAS TRAXIT AB IMO FAMA COLUMNARUM TOLLIT AD ASTRA VIRUM EXPLENDIS A FINE DECEM DE MENSE DIEBUS SEPTEMBRIS GAUDENS DESERIT EXILIUM QD VIX MILLE BOÛ POSENT IUGA IUNCTA MOVE ET QUOD VIX POTUIT PER MARE FERRE RATIS BUSKETI NISU QD ERAT MIRABILE VISU DENA PUELLARÛ TURBA LEVABAT ONUS |

## Galleria d'immagini

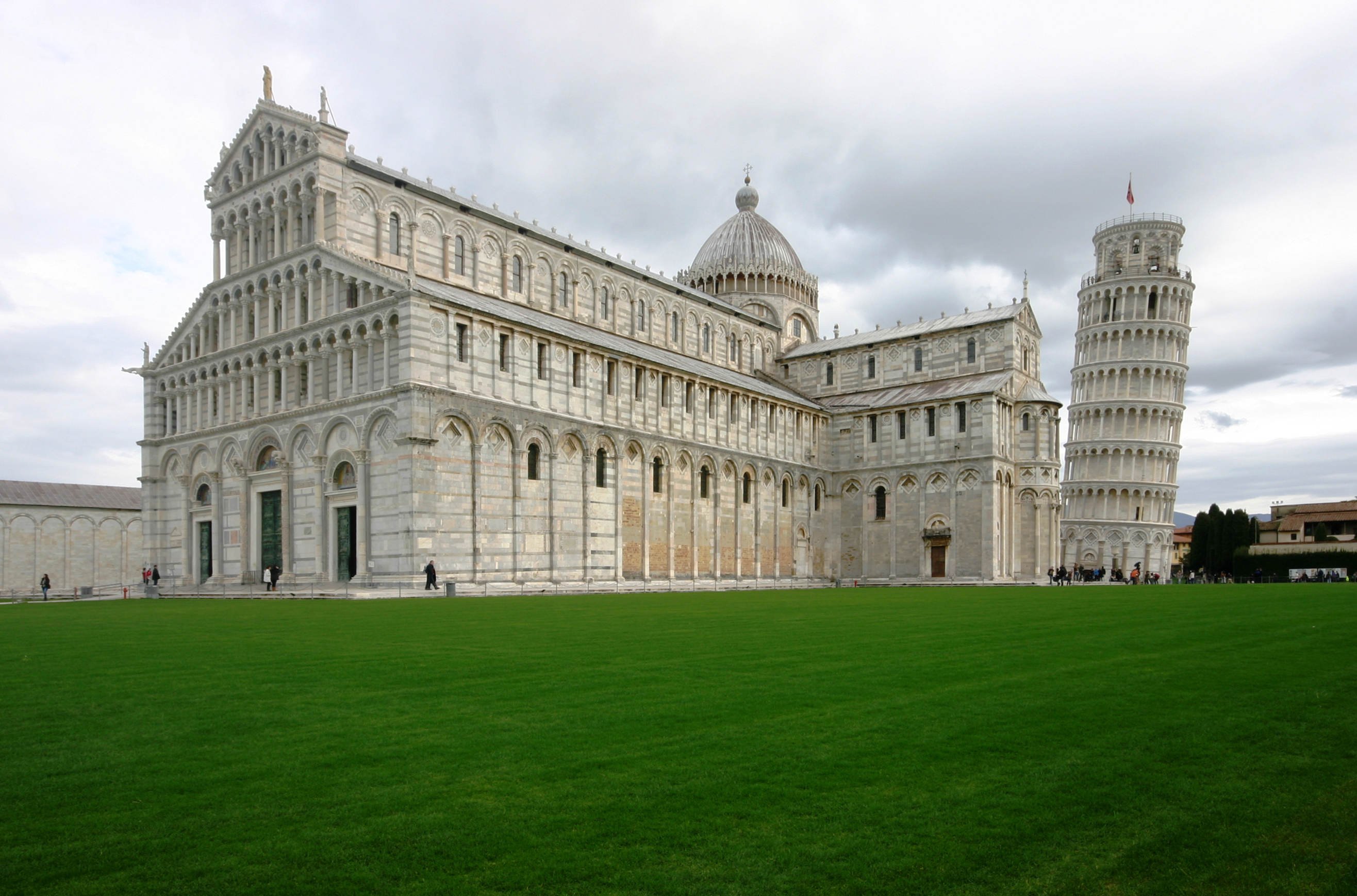
Duomo di Pisa
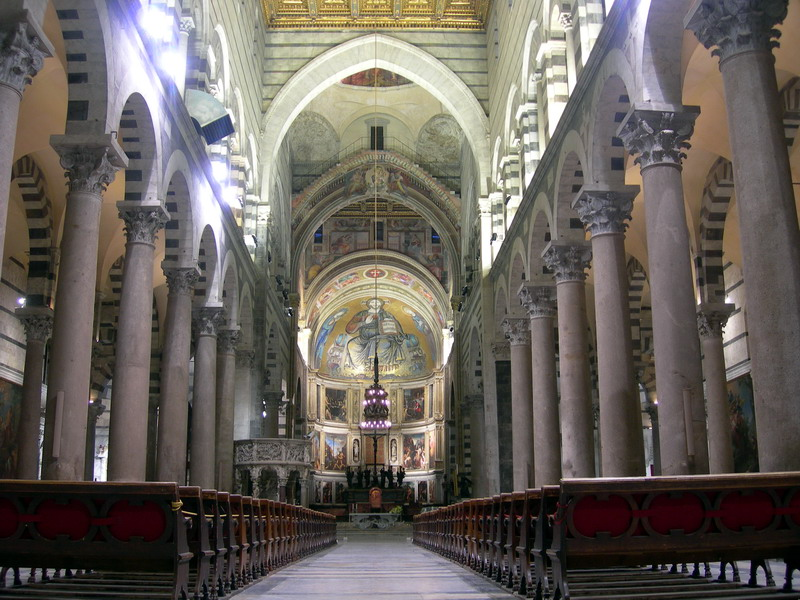
Interno del Duomo.
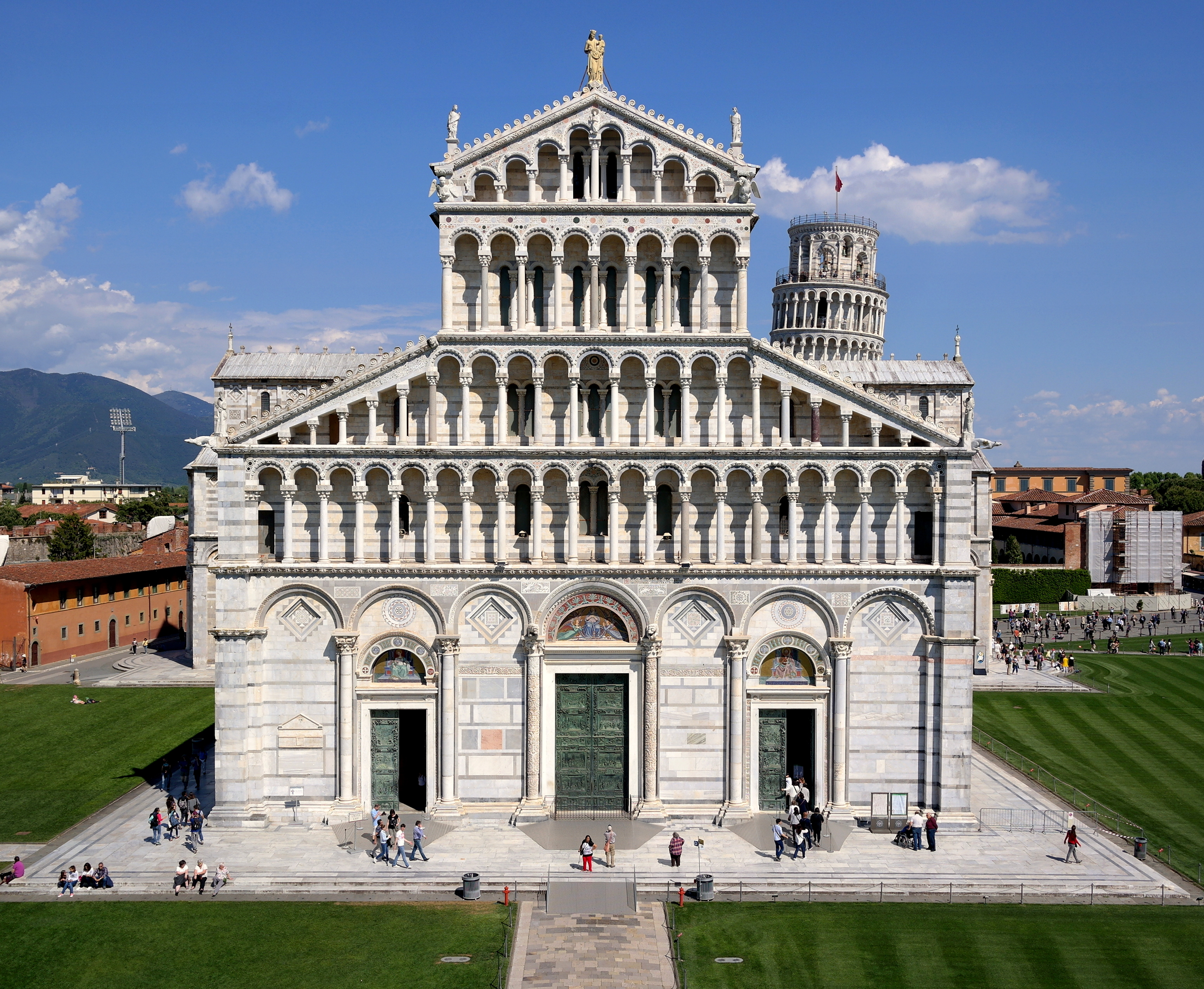
La facciata. Realizzata posteriormente da Rainaldo. Sulla sinistra il sepolcro di Buscheto.
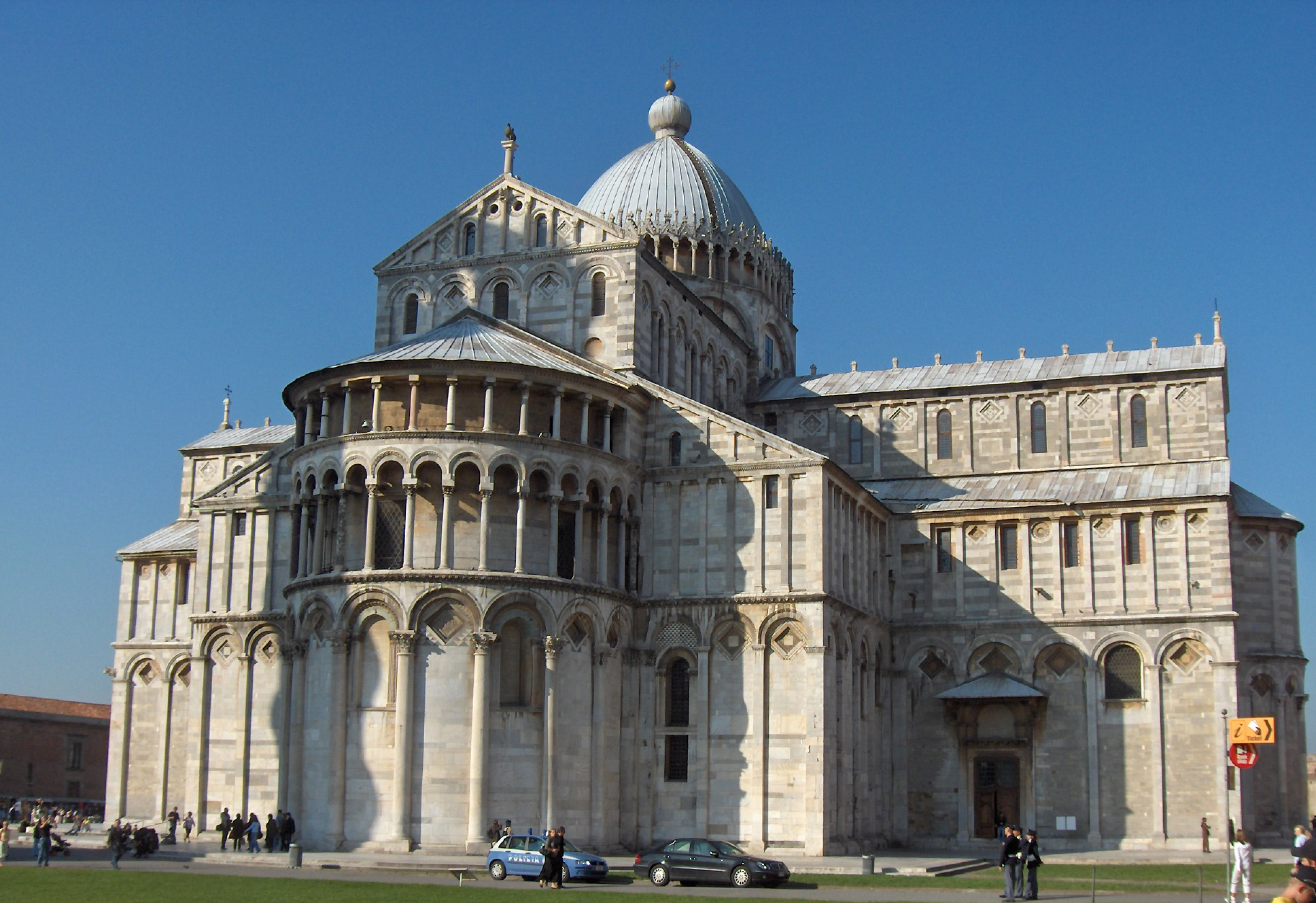
L'abside del Duomo.